# Iván de la Peña
Iván de la Peña López, född 6 maj 1976 i Santander, är en spansk fotbollsspelare som 19 maj 2011 meddelade att han slutar spela fotboll. Hans sista klubb blev RCD Espanyol.
De la Peña gjorde bägge målen i 2–1-vinsten mot sin gamla klubb Barcelona i bortamötet 21 februari 2009.  Espanyol som låg på sista plats i La Liga, hårt pressade att hålla sig kvar i Primera División, besegrade ligaledarna på bortaplan för första gången sedan 1982.

## Meriter
- Barcelona:
  - Cupvinnarcupen: 1996/1997
  - UEFA Super Cup: 1997
  - Spanska cupen: 1996/1997
  - Spanska ligan: 1997/1998, tvåa 1996/1997
  - Spanska supercupen: 1996, tvåa 1997

- Espanyol:
  - Spanska cupen: 2005/2006
  - UEFA-cupen: tvåa 2006/2007

- Lazio:
  - Cupvinnarcupen: 1998/1999

- Spaniens U-21 lag:
  - U21-EM i fotboll: tvåa 1996

## Fotnoter
1. ↑  ”Barça skrällföll i hett derby”. Aftonbladet. 21 februari 2009. http://www.aftonbladet.se/sportbladet/fotboll/spanien/article4473849.ab. Läst 23 februari 2009.